# Dubbelförhållande

Figur 1.
Tre exempel på olika dubbelförhållanden.
och.
I det understa exemplet delar punkterna och sträckan harmoniskt.

Med dubbelförhållande avses inom geometri ett avståndsförhållande mellan fyra punkter på en rät linje som definieras som kvoten mellan två delningsförhållanden (hur sträckan {\displaystyle {\vec {AB}}} delas av punkterna {\displaystyle S} respektive {\displaystyle T} - beteckningar enligt figur 1):
Dubbelförhållandet {\displaystyle (A,B;S,T)=(A,B;S):(A,B;T)={\frac {\vec {AS}}{\vec {SB}}}:{\frac {\vec {AT}}{\vec {TB}}}={\frac {{\vec {AS}}\cdot {\vec {TB}}}{{\vec {SB}}\cdot {\vec {AT}}}}}
En mycket viktig egenskap hos dubbelförhållanden är att de är invarianta under centralprojektion.
Ett viktigt fall är när dubbelförhållandet är -1, vilket kallas harmonisk delning.
Dubbelförhållanden kan även definieras för ett linjeknippe med fyra linjer genom samma punkt, vilket kan utvidgas till fyra plan som skär varandra längs samma linje. Det finns även en definition för cirklar och andra kägelsnitt.
Ett praktiskt tillämpningsområde för dubbelförhållanden är fotogrammetriska beräkningar, speciellt eftersom ett dubbelförhållande förblir detsamma på bilder tagna från olika punkter. Dubbelförhållanden används även för att korrigera för distortioner orsakade av den använda optiken,
En motsvarighet till dubbelförhållanden kan definieras för fem punkter i ett plan och bygger på triangelareor enligt:
{\displaystyle \left\langle A,B,C,D,E\right\rangle ={\frac {|\triangle ABD|\cdot |\triangle ACE|}{|\triangle ACD|\cdot |\triangle ABE|}}}

## Historia
Dubbelförhållandets princip användes redan av Pappos på 300-talet e.Kr. i "hexagon-satsen", vilken publicerades i bok VII av Μαθηματική συναγωγή ("Mathematike synagoge", på latin Mathematicae Collectiones, på svenska "Matematiska samlingar"). Lazare Carnot introdcerade användandet av riktade sträckor i sin Géométrie de Position 1803 och dubbelförhållanden studerades sedan även av, speciellt, August Möbius och Michel Chasles, medan Karl von Staudt definierade dubbelförhållandet inom projektiv geometri (oberoende av sträckornas längd - i stället för som tidigare euklidisk där längden var grundläggande) genom sina verk Geometrie der Lage (1847) och Beiträge zu Geometrie der Lage I-III (1856-1860). 1873 visade Felix Klein i Über die sogenannte Nicht-Euklidische Geometrie att den euklidiska geometrins begrepp vinklar och längder kunde beskrivas i termer av von Staudts abstrakta dubbelförhållande och "förenade" därmed de båda geometrierna igen.

## 24 permutationer, men högst sex olika värden
Med de fyra punkterna kan 24 (=4!) olika dubbelförhållanden skrivas, men dessa är sinsemellan lika fyra och fyra, vilket framgår om man betraktar nedanstående fyra dubbelförhållanden. Genom att utnyttja {\displaystyle {\vec {XY}}=-{\vec {YX}}} ser vi att de har samma värde:
{\displaystyle (A,B;C,D)={\frac {{\vec {AC}}\cdot {\vec {DB}}}{{\vec {CB}}\cdot {\vec {AD}}}}}
{\displaystyle (B,A;D,C)={\frac {{\vec {BD}}\cdot {\vec {CA}}}{{\vec {DA}}\cdot {\vec {BC}}}}={\frac {{\vec {AC}}\cdot {\vec {DB}}}{{\vec {CB}}\cdot {\vec {AD}}}}}
{\displaystyle (C,D;A,B)={\frac {{\vec {CA}}\cdot {\vec {BD}}}{{\vec {AD}}\cdot {\vec {CB}}}}={\frac {{\vec {AC}}\cdot {\vec {DB}}}{{\vec {CB}}\cdot {\vec {AD}}}}}
{\displaystyle (D,C;B,A)={\frac {{\vec {DB}}\cdot {\vec {AC}}}{{\vec {BC}}\cdot {\vec {DA}}}}={\frac {{\vec {AC}}\cdot {\vec {DB}}}{{\vec {CB}}\cdot {\vec {AD}}}}}
Vi får på detta sätt sex möjliga värden på dubbelförhållandena:
{\displaystyle 1.\ \ (A,B;C,D)=(B,A;D,C)=(C,D;A,B)=(D,C;B,A)=r}
{\displaystyle 2.\ \ (A,B;D,C)=(B,A;C,D)=(C,D;B,A)=(D,C;A,B)={\frac {1}{r}}}
{\displaystyle 3.\ \ (A,C;B,D)=(B,D;A,C)=(C,A;D,B)=(D,B;C,A)=1-r}
{\displaystyle 4.\ \ (A,C;D,B)=(B,D;C,A)=(C,A;B,D)=(D,B;A,C)={\frac {1}{1-r}}}
{\displaystyle 5.\ \ (A,D;B,C)=(B,C;A,D)=(C,B;D,A)=(D,A;C,B)=1-{\frac {1}{r}}={\frac {r-1}{r}}}
{\displaystyle 6.\ \ (A,D;C,B)=(B,C;D,A)=(C,B;A,D)=(D,A;B,C)={\frac {r}{r-1}}}
2 erhålls enkelt ur 1 direkt från dubbelförhållandets definition. På samma sätt erhålls 4 ur 3 samt 6 ur 5. 3, (A,C;B,D)=1-r, erhålls ur 1, (A,B;C,D)=r, genom substitutionerna {\displaystyle {\vec {AB}}={\vec {AD}}+{\vec {DB}}}, {\displaystyle {\vec {CD}}={\vec {CA}}+{\vec {AD}}} och {\displaystyle {\vec {BD}}+{\vec {DC}}={\vec {BC}}} (samt att {\displaystyle {\vec {XY}}=-{\vec {YX}}}).
Vi har:
{\displaystyle (A,B;C,D)={\frac {{\vec {AC}}\cdot {\vec {DB}}}{{\vec {CB}}\cdot {\vec {AD}}}}=-{\frac {{\vec {AC}}\cdot {\vec {DB}}}{{\vec {BC}}\cdot {\vec {AD}}}}} och {\displaystyle (A,C;B,D)={\frac {{\vec {AB}}\cdot {\vec {DC}}}{{\vec {BC}}\cdot {\vec {AD}}}}}.
Eftersom nämnaren nu är lika bekymrar vi oss tills vidare bara om täljaren.
{\displaystyle {\vec {AB}}\cdot {\vec {DC}}=({\vec {AD}}+{\vec {DB}})\cdot {\vec {DC}}={\vec {AD}}\cdot {\vec {DC}}+{\vec {DB}}\cdot {\vec {DC}}={\vec {AD}}\cdot {\vec {DC}}-{\vec {DB}}\cdot {\vec {CD}}={\vec {AD}}\cdot {\vec {DC}}-{\vec {DB}}\cdot ({\vec {CA}}+{\vec {AD}})=}
{\displaystyle ={\vec {AD}}\cdot {\vec {DC}}-{\vec {DB}}\cdot {\vec {CA}}-{\vec {DB}}\cdot {\vec {AD}}={\vec {AD}}\cdot {\vec {DC}}+{\vec {DB}}\cdot {\vec {AC}}+{\vec {BD}}\cdot {\vec {AD}}={\vec {AD}}\cdot ({\vec {BD}}+{\vec {DC}})+{\vec {DB}}\cdot {\vec {AC}}=}:{\displaystyle ={\vec {AD}}\cdot {\vec {BC}}+{\vec {DB}}\cdot {\vec {AC}}}
vilket vi sätter in i
{\displaystyle (A,C;B,D)={\frac {{\vec {AB}}\cdot {\vec {DC}}}{{\vec {BC}}\cdot {\vec {AD}}}}={\frac {{\vec {AD}}\cdot {\vec {BC}}+{\vec {DB}}\cdot {\vec {AC}}}{{\vec {BC}}\cdot {\vec {AD}}}}=1+{\frac {{\vec {DB}}\cdot {\vec {AC}}}{{\vec {BC}}\cdot {\vec {AD}}}}=1-{\frac {{\vec {AC}}\cdot {\vec {DB}}}{{\vec {CB}}\cdot {\vec {AD}}}}=1-(A,B;C,D)=1-r}
På motsvarande sätt erhålls 5 enkelt ur 2, men enklare är att konstatera att 5 (A,D;B,C) förhåller sig till 2 (A,B;D,C) på samma sätt som 3 (A,C,B,D) förhåller sig till 1 (A,B,;C,D), byte av de två mellersta punkterna mot varandra, och värdet på 5 förhåller sig alltså till värdet på 2 på samma sätt som värdet på 3 förhåller sig till värdet på 1.
Beroende på värdet på {\displaystyle r} blir värdet stundom detsamma för två olika "permutationsserier", Exempelvis om {\displaystyle r=-1} blir {\displaystyle r=1/r=-1}, {\displaystyle 1-r=(r-1)/r=2} och {\displaystyle 1/(1-r)=r/(r-1)=1/2}, det vill säga tre olika värden, eller om {\displaystyle r=2} blir {\displaystyle r=r/(r-1)=2} och {\displaystyle 1/r=(r-1)/r=1/2}, medan {\displaystyle 1-r=-1} och {\displaystyle (1-r)/r=-1/2}, det vill säga fyra olika värden.

### Tre minnesregler
- Om man byter position mellan två punkter och även mellan de båda övriga förblir värdet oförändrat.
- Om man byter position mellan de två första eller mellan de två sista punkterna inverteras värdet: {\displaystyle x\rightarrow 1/x}.
- Om man byter position mellan de två mellersta punkterna eller mellan den första och sista punkten ändras värdet från {\displaystyle x} till {\displaystyle 1-x}.

Med dessa tre regler kan värdet för vilken som helst av permutationerna beräknas från ett känt värde på en av dem.

## Dubbelförhållanden för linjeknippen
Arean på triangeln {\displaystyle \triangle ABC} kan, bland annat, beräknas dels med basen multiplicerad med halva höjden och dels med areasatsen:
det vill säga {\displaystyle Arean={\frac {|AB|\cdot h}{2}}={\frac {|AC|\cdot |BC|\cdot |\sin {\angle ACB}|}{2}}}
Eftersom vi arbetar med riktade sträckor i dubbelförhållanden definierar vi här riktade vinklar så att vinkeln {\displaystyle {\overrightarrow {\angle ACB}}} har samma tecken som {\displaystyle {\vec {AB}}} (och således har {\displaystyle {\overrightarrow {\angle BCA}}=-{\overrightarrow {\angle ACB}}} samma tecken som {\displaystyle {\vec {BA}}=-{\vec {AB}}}). Vi får då "areor" enligt:
{\displaystyle {\text{″Arean″}}={\frac {{\vec {AB}}\cdot h}{2}}={\frac {|AC|\cdot |BC|\cdot \sin {\overrightarrow {\angle ACB}}}{2}}}
Eftersom alla vinklar nedan är riktade så utelämnas pilen ovanför vinkeln hädanefter.

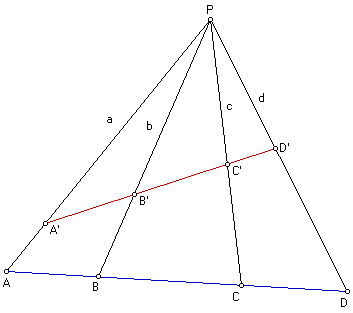
Figur 2.

Figur 3.

Figur 4.

I figur 2 ligger de fyra punkterna {\displaystyle A}, {\displaystyle B}, {\displaystyle C} och {\displaystyle D} på samma linje och från en femte punkt {\displaystyle P}, som ej ligger på linjen, går ett knippe linjer (en genom varje av de fyra punkterna) vilka tillsammans med "baslinjen" bildar tio olika trianglar som alla har samma höjd. För dessa trianglar gäller det ovan givna förhållandet :{\displaystyle {\frac {{\vec {XY}}\cdot h}{2}}={\frac {|XP|\cdot |YP|\cdot \sin {\angle XPY}}{2}}} (där {\displaystyle X} och {\displaystyle Y} är två av punkterna på linjen).
Betrakta nu ett dubbelförhållande 
{\displaystyle (K,L;M,N)={\frac {{\vec {KM}}\cdot {\vec {NL}}}{{\vec {ML}}\cdot {\vec {KN}}}}},
där de fyra punkterna {\displaystyle K} till {\displaystyle N} valts godtyckligt ur {\displaystyle A} till {\displaystyle D}, så att de betecknar varsin av dessa punkter. Vi har då för sträckorna i dubbelförhållandet:
{\displaystyle {\vec {KM}}={\frac {|KP|\cdot |MP|\cdot \sin {\angle KPM}}{h}}}
{\displaystyle {\vec {NL}}={\frac {|NP|\cdot |LP|\cdot \sin {\angle NPL}}{h}}}
{\displaystyle {\vec {ML}}={\frac {|MP|\cdot |LP|\cdot \sin {\angle MPL}}{h}}}
{\displaystyle {\vec {KN}}={\frac {|KP|\cdot |NP|\cdot \sin {\angle KPN}}{h}}}
Insättning ger:
{\displaystyle (K,L;M,N)={\frac {|KP|\cdot |MP|\cdot \sin {\angle KPM}\cdot |NP|\cdot |LP|\cdot \sin {\angle NPL}}{|MP|\cdot |LP|\cdot \sin {\angle MPL}\cdot |KP|\cdot |NP|\cdot \sin {\angle KPN}}}\cdot {\frac {h^{2}}{h^{2}}}\Rightarrow }
{\displaystyle (K,L;M,N)={\frac {\sin {\angle KPM}\cdot \sin {\angle NPL}}{\sin {\angle MPL}\cdot \sin {\angle KPN}}}=({\overline {PK}},{\overline {PL}};{\overline {PM}},{\overline {PN}})}
Ett dubbelförhållande är således endast beroende av vinklarna mellan linjena och således delar linjeknippet genom {\displaystyle P} även punkterna {\displaystyle A'}, {\displaystyle B'}, {\displaystyle C'} och {\displaystyle D'} på den röda linjen i samma dubbelförhållande. Betrakta nu figur 3. De båda linjeknippena måste ha samma dubbelförhållande. och således måste varje linje som delas i ett dubbelförhållande av det ena knippet delas i samma dubbelförhållande av det andra. Ett dubbelförhållande, exempelvis (a,b;c,d), för det ena linjeknippet är således lika med, i exempelfallet (a',b';c'd'), för det andra linjeknippet (och med (A,B;C,D), dubbelförhållandet för skärningspunkerna på en linje genom knippet).
Slutsats: Dubbelförhållanden är invarianta under centralprojektion.
I figur 4 fortsätter linjerna på andra sidan om punkten {\displaystyle P}. Den röda linjen {\displaystyle e} skär linjeknippet i punkterna {\displaystyle A}, {\displaystyle B}, {\displaystyle C} och {\displaystyle D} medan den gröna linjen {\displaystyle e'} skär linjeknippet i punkterna {\displaystyle A'}, {\displaystyle B'}, {\displaystyle C'} och {\displaystyle D'}, där {\displaystyle A'} ligger på motsatt sida om {\displaystyle P} som {\displaystyle A}. Ett godtyckligt dubbelförhållande kan alltid permuteras så att en viss punkt står först med bibehållet värde och vi väljer därför det av dem där {\displaystyle A'} står först ({\displaystyle X'}, {\displaystyle Y'} och {\displaystyle Z'} representerar de övriga {\displaystyle B'}, {\displaystyle C'}, {\displaystyle D'}):
{\displaystyle (A',X';Y',Z')={\frac {{\vec {A'Y'}}\cdot {\vec {Z'X'}}}{{\vec {Y'X'}}\cdot {\vec {A'Z'}}}}={\frac {\sin \angle A'PY'\cdot \sin {\angle Z'PX'}}{\sin {\angle Y'PX'}\cdot \sin {\angle A'PZ'}}}=}
{\displaystyle ={\frac {\sin(\angle APY-\pi )\cdot \sin {\angle ZPX}}{\sin {\angle YPX}\cdot \sin {(\angle APZ-\pi )}}}={\frac {-\sin {\angle APY}\cdot \sin {\angle ZPX}}{\sin {\angle YPX}\cdot -\sin {\angle APZ}}}=(A,X;Y,Z)}
Således har alla linjer som skär linjeknippet {\displaystyle (a,b,c,d)}, oavsett på vilken sida om {\displaystyle P} skärningspunkterna ligger, samma dubbelförhållande (linjer parallella med någon i knippet behandlas under Oändlighetspunkter nedan). Man kan således betrakta dubbelförhållandet som en egenskap hos linjeknippet i stället för hos de linjer som skär detsamma.
Att dubbelförhållanden även är invarianta under parallellprojektion inses om man placerar {\displaystyle P} på oändligt avstånd, men fås även ur definitionen att dubbelförhållandet är en kvot mellan två delningsförhållanden vilka är invarianta under parallellprojektion.

## Oändlighetspunkter

Figur 5.

Om vi i ett dubbelförhållande {\displaystyle (K,L;M,N)} låter en av punkterna, exempelvis {\displaystyle K}, gå mot oändligheten får vi
{\displaystyle \lim _{K\to \infty }(K,L;M,N)=\lim _{K\to \infty }{\frac {{\vec {KM}}\cdot {\vec {NL}}}{{\vec {ML}}\cdot {\vec {KN}}}}={\frac {\vec {NL}}{\vec {ML}}}\cdot \lim _{K\to \infty }{\frac {\vec {KM}}{\vec {KN}}}={\frac {\vec {NL}}{\vec {ML}}}\cdot 1={\frac {\vec {NL}}{\vec {ML}}}={\frac {\vec {LN}}{\vec {LM}}}}.
På motsvarande sätt får vi:
{\displaystyle \lim _{L\to \infty }(K,L;M,N)={\frac {\vec {KM}}{\vec {KN}}}}, {\displaystyle \ \ \ \lim _{M\to \infty }(K,L;M,N)=-{\frac {\vec {NL}}{\vec {KN}}}={\frac {\vec {NL}}{\vec {NK}}}} och {\displaystyle \lim _{N\to \infty }(K,L;M,N)=-{\frac {\vec {KM}}{\vec {ML}}}={\frac {\vec {MK}}{\vec {ML}}}}
Och samma resultat fås om vi låter punkterna gå mot minus oändligheten. Således har vi:
{\displaystyle (\infty ,L;M,N)={\frac {\vec {LN}}{\vec {LM}}}}, {\displaystyle \ \ \ (K,\infty ;M,N)={\frac {\vec {KM}}{\vec {KN}}}}, {\displaystyle \ \ \ (K,L;\infty ,N)={\frac {\vec {NL}}{\vec {NK}}}} och {\displaystyle (K,L;M,\infty )={\frac {\vec {MK}}{\vec {ML}}}}
där {\displaystyle \infty } står för oändlighetspunkten (inom projektiv geometri sammanfaller plus och minus oändligheten på en linje i samma punkt). 
Eftersom
{\displaystyle {\frac {\vec {XY}}{\vec {XZ}}}=-{\frac {\vec {YX}}{\vec {XZ}}}=(Y,Z;X)} har vi även att:
{\displaystyle (\infty ,L;M,N)=-(N,M;L)}, {\displaystyle (K,\infty ;M,N)=-(M,N;K)}, :{\displaystyle (K,L;\infty ,N)=-(L,K:N)} och {\displaystyle (K,L;M,\infty )=-(K,L;M)}.

### Oändlighetspunkter och linjeknippen
Betrakta figur 5. Linjeknippet genom {\displaystyle P} skär den gröna linjen i punkterna {\displaystyle A}, {\displaystyle B}, {\displaystyle C} och {\displaystyle D}. Om vi vrider linjen kring punkten {\displaystyle B} till läget {\displaystyle a'}, så att den blir parallell med {\displaystyle a}, så blir {\displaystyle A'=\infty } och linjen får "nya" skärningspunkter i {\displaystyle C'} och {\displaystyle D'}. I figuren har vi två par av likformiga trianglar, vilka ger:
{\displaystyle \triangle APC\sim \triangle BC'C\Rightarrow {\frac {\vec {AP}}{\vec {BC'}}}={\frac {\vec {AC}}{\vec {BC}}}\Leftrightarrow {\vec {AP}}={\frac {{\vec {AC}}\cdot {\vec {BC'}}}{\vec {BC}}}} och
{\displaystyle \triangle APD\sim \triangle BD'D\Rightarrow {\frac {\vec {AP}}{\vec {BD'}}}={\frac {\vec {AD}}{\vec {BD}}}\Leftrightarrow {\vec {AP}}={\frac {{\vec {AD}}\cdot {\vec {BD'}}}{\vec {BD}}}}
vilket ger
{\displaystyle {\vec {AP}}={\frac {{\vec {AC}}\cdot {\vec {BC'}}}{\vec {BC}}}={\frac {{\vec {AD}}\cdot {\vec {BD'}}}{\vec {BD}}}\Rightarrow {\frac {{\vec {AC}}\cdot {\vec {BD}}}{{\vec {BC}}\cdot {\vec {AD}}}}={\frac {\vec {BD'}}{\vec {BC'}}}\Leftrightarrow }{\displaystyle {\frac {{\vec {AC}}\cdot {\vec {DB}}}{{\vec {CB}}\cdot {\vec {AD}}}}={\frac {\vec {B'D'}}{\vec {B'C'}}}\Leftrightarrow (A,B;C,D)=(\infty ,B';C',D')=r}
Att motsvarande även gäller för övriga 23 möjliga dubbelförhållanden visas i enlighet med avsnittet 24 permutationer, men högst sex olika värden ovan.

## Från fyra linjer till fyra plan

Figur 6.

Figur 6 föreställer en perspektivteckning av fyra (gula) plan som skär varandra i linjen {\displaystyle {\overline {PP'}}} och som går genom punkterna {\displaystyle A}, {\displaystyle B}, {\displaystyle C} respektive {\displaystyle D} på den blå linjen {\displaystyle {\overline {AD}}}. Dessa fyra punkter delar {\displaystyle {\overline {AD}}} i ett dubbelförhållande som vi kallar {\displaystyle \mu (A,B,C,D)} (ett av de 24 möjliga dubbelförhållandena, godtyckligt vilket). Genom de fyra planen går en godtycklig röd linje {\displaystyle {\overline {A''D''}}} som skär de fyra planen i punkterna {\displaystyle A''}, {\displaystyle B''}, {\displaystyle C''} och {\displaystyle D''}. Dessa fyra punkter och linjen ligger i ett plan {\displaystyle A''D''P'} genom punkten {\displaystyle P'} på {\displaystyle {\overline {PP'}}}. Detta plan skär ett plan som går genom linjen {\displaystyle {\overline {AD}}} i linjen {\displaystyle {\overline {A'D'}}} och som (för enkelhets skull) är parallellt med {\displaystyle {\overline {PP'}}}. Eftersom {\displaystyle {\overline {A'D'}}} ligger i samma plan som {\displaystyle {\overline {A''D''}}} delas de båda linjerna i samma dubbelförhållande av linjeknippet genom {\displaystyle P'}. Men då {\displaystyle A'} ligger i samma plan som även innehåller {\displaystyle A}, {\displaystyle P} och {\displaystyle P'} så är {\displaystyle {\overline {A'A}}} parallell med {\displaystyle {\overline {PP'}})}. På motsvarande sätt är även {\displaystyle {\overline {B'B}}}, {\displaystyle {\overline {C'C}}} och {\displaystyle {\overline {D'D}}} parallella med {\displaystyle {\overline {PP'}}} och således är linjen {\displaystyle {\overline {AD}}} med punkterna {\displaystyle A}, {\displaystyle B}, {\displaystyle C} respektive {\displaystyle D} en parallellprojektion av {\displaystyle {\overline {A'D'}}} med punkterna {\displaystyle A'}, {\displaystyle B'}, {\displaystyle C'} respektive {\displaystyle D'} och således är {\displaystyle \mu (A',B',C',D')=\mu (A,B,C,D)}, vilket i sin tur innebär att även {\displaystyle \mu (A'',B'',C'',D'')=\mu (A,B,C,D)}. Detta medför alltså att alla linjer som skär de fyra gula planen har samma dubbelförhållande.
Vi kan också konstatera detta genom att betrakta de gröna linjerna, som är parallella med {\displaystyle {\overline {PP'}}}, från punkterna på {\displaystyle {\overline {A''D''}}} till planet {\displaystyle ADP}. Dessa fyra gröna linjers skärningspunkter med {\displaystyle ADP} ligger på en rät linje (också denna grön) som delas i {\displaystyle \mu (A,B,C,D)} av samma linjer från {\displaystyle P} som delar {\displaystyle {\overline {AD}}} i {\displaystyle \mu (A,B,C,D)}. Och då de fyra gröna linjerna är parallella så är skärningspunkterna mellan dem och {\displaystyle ADP} en parallellprojektion av {\displaystyle {\overline {A''D''}}} och således har även {\displaystyle {\overline {A''D''}}} dubbelförhållandet {\displaystyle \mu (A,B,C,D)}.
På samma sätt som man kan betrakta dubbelförhållandet som en egenskap som tillhör de fyra linjerna i ett linjeknippe, i stället för att bara tillhöra de linjer som skär detsamma, kan man betrakta dubbelförhållandet som en egenskap hos fyra plan som skär varandra längs samma linje.

## Dubbelförhållande på en cirkel

Figur 7.

Dubbelförhållandet på en cirkel definieras som ett delningsförhållande mellan riktade cikelbågar mellan fyra punkter som vi benämner {\displaystyle A}, {\displaystyle B}, {\displaystyle C} och {\displaystyle D} (den inbördes ordningen är godtycklig) på cirkelns omkrets, vars "längd" definieras som sinus för den riktade randvinkeln i en godtycklig punkt {\displaystyle E} som också ligger på cirkelns omkrets. Dubbelförhållandet definieras som:
{\displaystyle (A,B;C,D)=({\overline {EA}},{\overline {EB}};{\overline {EC}},{\overline {ED}})={\frac {\sin {\angle AEC}\cdot \sin {\angle DEB}}{\sin {\angle CEB}\cdot \sin {\angle AED}}}}.
Jämför med dubbelförhållandet för ett linjeknippe som delar en rät linje som skär detta - det är samma dubbelförhållande!
Randvinkelsatsen säger att randvinkeln är konstant för en given cirkelbåge och punkten {\displaystyle E} kan således väljas godtyckligt (se figur 7: {\displaystyle \angle XPY=\angle XMY,\ X,Y\in \{A,B,C,D\}}). Randvinkelsatsen säger också att medelpunktsvinkeln är dubbla randvinkeln, så om {\displaystyle O} är cirkelns medelpunkt så kan vi även definiera dubbelförhållandet som:
{\displaystyle (A,B;C,D)={\frac {\sin {\frac {\angle AOC}{2}}\cdot \sin {\frac {\angle DOB}{2}}}{\sin {\frac {\angle COB}{2}}\cdot \sin {\frac {\angle AOD}{2}}}}}.

Figur 8.
.

Betrakta nu de likbenta trianglarna {\displaystyle \triangle AOC}, {\displaystyle \triangle DOB}, {\displaystyle \triangle COB} och {\displaystyle \triangle AOD}, samt snegla på figur 8.
Cirkelns radie {\displaystyle r=|{\overline {OA}}|=|{\overline {OB}}|=|{\overline {OC}}|=|{\overline {OD}}|}
{\displaystyle \sin {\frac {\angle AOC}{2}}={\frac {\vec {AC}}{2r}},\quad \sin {\frac {\angle DOB}{2}}={\frac {\vec {DB}}{2r}},\quad }{\displaystyle \sin {\frac {\angle COB}{2}}={\frac {\vec {CB}}{2r}},\quad \sin {\frac {\angle AOD}{2}}={\frac {\vec {AD}}{2r}}}.
Insättning ger, efter förkortning:
{\displaystyle (A,B;C,D)={\frac {\sin {\frac {\angle AOC}{2}}\cdot \sin {\frac {\angle DOB}{2}}}{\sin {\frac {\angle COB}{2}}\cdot \sin {\frac {\angle AOD}{2}}}}={\frac {{\vec {AC}}\cdot {\vec {DC}}}{{\vec {DB}}\cdot {\vec {AD}}}}}
Det vill säga att dubbelförhållandet även gäller för de riktade kordorna mellan punkterna, vilket är ytterligare en definition av dubbelförhållandet.

## Dubbelförhållanden på ellipser, parabler och hyperbler
| Figur 9."Perspektivbild" av en orange kon med cirkulärt tvärsnitt och spetsen i P. En (grön) ellips ligger i skärningen mellan ett plan som ej bildar en rät vinkel mot konens längsaxel (som det vinkelräta planet med den orange cirkeln gör) och den koniska ytan.  |  | Figur 10.Ett liknande förhållande som i figur 9 men parallellprojicerat (parallellt med konens längsaxel) vinkelrätt uppifrån mot den orange cirkelns plan (den gröna ellipsen avbildas nästan som en cirkel på detta plan)). Linjen från A" till B" är skärningslinjen mellan planen och delas i samma dubbelförhållande av linjeknippena (EA,EB,EC,ED) respektive (E'A,'E'B',E'C,'E'D').  |
| Figur 9. "Perspektivbild" av en orange kon med cirkulärt tvärsnitt och spetsen i P. En (grön) ellips ligger i skärningen mellan ett plan som ej bildar en rät vinkel mot konens längsaxel (som det vinkelräta planet med den orange cirkeln gör) och den koniska ytan. |  | Figur 10. Ett liknande förhållande som i figur 9 men parallellprojicerat (parallellt med konens längsaxel) vinkelrätt uppifrån mot den orange cirkelns plan (den gröna ellipsen avbildas nästan som en cirkel på detta plan)). Linjen från A" till B" är skärningslinjen mellan planen och delas i samma dubbelförhållande av linjeknippena (EA,EB,EC,ED) respektive (E'A,'E'B',E'C,'E'D'). |

Ett valfritt kägelsnitt kan konstrueras genom att låta ett plan skära en kon med ett cirkulärt tvärsnitt och varje kägelsnitt kan därför avbildas på en cirkel genom centralprojektion på ett plan, projektionsplanet, från en väl vald projektionspunkt {\displaystyle P}. I figur 9 illustreras hur en grön ellips projiceras på ett plan som en orange cirkel (vilken avbildas som en ellips på grund av perspektivet!). Inom projektiv geometri motsvaras en punkt, {\displaystyle X} i projektionsplanet av en linje {\displaystyle {\overline {PX}}} och en linje {\displaystyle {\overline {XY}}} i projektionsplanet av ett plan genom {\displaystyle P}, {\displaystyle X} och {\displaystyle Y}. Punkten {\displaystyle X} i projektionsplanet motsvaras sålunda av punkten {\displaystyle X'} i ellipsens plan, då de båda ligger på {\displaystyle {\overline {PX}}} och på samma sätt motsvaras linjen {\displaystyle {\overline {XY}}} i projektionsplanet av {\displaystyle {\overline {X'Y'}}}. Ett dubbelförhållande mellan de fyra punkterna {\displaystyle A'}, {\displaystyle B'}, {\displaystyle C'} och {\displaystyle D'} på ellipsen definieras som dubbelförhållandet mellan motsvarande punkter på cirkeln. Vi har då dessutom för dubbelförhållandet för linjeknippet från en punkt {\displaystyle E'} på ellipsens periferi genom punkterna {\displaystyle A'} till {\displaystyle D'} att:
{\displaystyle (E'A',E'B';E'C',E'D')=(EA,EB;EC,ED)=}:{\displaystyle =(FA,FB;FC,FD)=(F'A',F'B';F'C',F'D')}
det vill säga att punkten {\displaystyle E'} kan väljas godtyckligt på ellipsens periferi, precis som {\displaystyle E} på cirkelns.
Eftersom linjerna {\displaystyle {\overline {EX}}} och {\displaystyle {\overline {E'X'}}} ligger i samma plan genom {\displaystyle P} så skär de också varandra i samma punkt på skärningslinjen mellan ellipsens plan och projektionsplanet ("cirkelns plan") och sålunda delar både linjeknippet :{\displaystyle (E'A',E'B',E'C',E'D')} och linjeknippet {\displaystyle (EA,EB,EC,ED)} skärningslinjen i samma dubbelförhållande. Detta illustreras i figur 10. På samma sätt delas skärningslinjen av linjer från {\displaystyle F} och {\displaystyle F'}, men i andra punkter, i samma dubbelförhållande (dessa linjer är ej utritade i figuren).
På samma sätt definieras (och fungerar) dubbelförhållanden för parabler och hyperbler. Notera dock att eftersom parabler och hyperbler är öppna kurvor så måste cirkeln ligga i oändligheten för att få en fullständig bijektion mellan punkter på cirkeln och parabeln/hyperbeln (parabeln har en punkt på oändligt avstånd från {\displaystyle P}, hyperbeln två). Detta saknar dock i princip betydelse eftersom dubbelförhållanden för kägelsnitt handlar om vinklar och förhållanden vilka inte påverkas av absoluta längdbelopp.

## Fotogrammetriska beräkningar - exempel

Figur 11.
Beräkning av fotbollsplanens mått på Friends Arena.

### Storleken på en fotbollsplan
Figur 11 visar ett foto av Friends Arena med uppmätta avstånd i bilden angivna i pixlar. Storleken på målområdet och straffområdet är definierade av FIFA, men planens storlek får variera (bredd 60-90 m, längd 90-120 m - se artikeln Spelplanen (fotboll)).
För beräkning av bredden använder vi dubbelförhållandet (vi bryr oss inte om sträckornas riktning utan använder bara beloppet):
{\displaystyle (A',B';C',D')={\frac {|A'C'|\cdot |D'B'|}{|C'B'|\cdot |A'D'|}}={\frac {1452\cdot 1474}{602\cdot 2324}}={\frac {2140249}{1399049}}\approx 1,53}
om vi använder måtten (i pixlar) i bilden. Enligt FIFA:s regler skall detta motsvara nedanstående dubbelförhållande mätt i meter, med det obekanta avståndet från straffområdet till sidlinjen {\displaystyle x}:
{\displaystyle (A',B';C',D')={\frac {29,3\cdot (x+11)}{(x+29,3)\cdot 11}}={\frac {29,3x+322,3}{11x+322,3}}=1,53}. Vi får alltså:
{\displaystyle 29,3x+322,3=1,53\cdot (11x+322,3)=16,83x+493,119\Leftrightarrow 12,47x=170,819\Leftrightarrow x\approx 13,70\ {\text{m}}}
Bredden är således lika med {\displaystyle 2\cdot 11+18,3+2x=40,3+27,4\approx 67,7\ {\text{m}}}.
För längden {\displaystyle L} väljer vi (eftersom beräkningarna blir enkla då det är lika långt till mittlinjen från de båda kortlinjerna) - i pixlar:
{\displaystyle (A,D;C,B)={\frac {|AC|\cdot |BD|}{|CD|\cdot |AB|}}={\frac {1110\cdot 1026}{422\cdot 506}}={\frac {1138860}{213532}}\approx 5,33}
Vilket ger i meter (med ett 16,5 meter djupt straffområde {\displaystyle AB}):
{\displaystyle (A,D;C,B)={\frac {L/2\cdot (L-16,5)}{L/2\cdot 16,5}}=5,33\Leftrightarrow {\frac {L-16,5}{16,5}}=5,33\Leftrightarrow L=5,33\cdot 16,5+16,5\approx 104,5\ {\text{m}}}
Planen är enligt uppgift 68 gånger 105 meter (men detta är inte angivet med decimeternoggrannhet), så ett fel på bara en halv procent med tre "pixelmätningar" för beräkning av vardera längd och bredd är inte så illa, speciellt inte med tanke på att det är kritade linjer (och en centimeter i fel för straffområdets djup, utprojicerat till sidlinjen, gör en decimeter på hela planens längd - och är det innerkanten eller ytterkanten på linjen som räknas?). Ej heller har det kompenserats för distortionseffekterna i kameraoptiken, något som måste göras för noggranna fotogrammetriska mätningar.

### En projektion med en flyktpunkt

Figur 12. En gata i Jericho, Oxford, England.

Om vi i exemplet ovan med fotbollsplanen hade dragit ut planens sidolinjer bortåt i bilden så hade dessa mötts i en punkt, detsamma hade kortlinjerna gjort om vi dragit ut dem till vänster. Denna punkt kallas flyktpunkt och är egentligen en punkt i oändligheten, men som på grund av projektionen avbildas som en punkt i bilden. Denna punkt kan också användas vid beräkningar och detta exemplifieras av figur 12 som är ett foto av en gata med ett hus med känd bredd.
Husgaveln med den röda markisen är 7 meter bred ({\displaystyle |AB|=7\ {\text{m}}}). I flyktpunkten {\displaystyle V} möts parallella linjer längs gatan. Vi beräknar avståndet från {\displaystyle B} till det vita huset vid punkten {\displaystyle C} med dubbelförhållandet (A,B;C,V) - och använder bara beloppen och struntar i riktningen. I bilden har vi, mätt i "fiktiva bildpixlar" (30 px som anges i bilden är snarare 490 px):
{\displaystyle (A,B;C,V)={\frac {|AC|\cdot |VB|}{|CB|\cdot |AV|}}={\frac {50\cdot 90}{20\cdot 120}}={\frac {450}{240}}={\frac {15}{8}}}
I verkligheten ligger {\displaystyle V} i oändligheten och vi har (se avsnittet Oändlighetspunkter ovan) i meter:
{\displaystyle (A,B;C,\infty )={\frac {|CA|}{|CB|}}={\frac {|CB|+7}{|CB|}}={\frac {15}{8}}\Leftrightarrow 8\cdot |CB|+56=15\cdot |CB|\Leftrightarrow }{\displaystyle 7\cdot |CB|=56\Leftrightarrow |CB|=8\ {\text{m}}}

### Fyra  kända punkter och en okänd i ett plan

Figur 13.
De genom mätningar i bilden erhållna dubbelförhållandena på linjerna och gör att vi kan räkna ut läget för punkterna och på kartan och med hjälp av dem konstruera läget av punkten på densamma.

Figur 13 illustrerar ett plan med fyra röda punkter, {\displaystyle A,B,C,D}, vars lägen är kända - vi kallar detta plan för "kartan". På en avbildning av planet, kanske ett flygfoto - som vi kallar "bilden" - finns dessutom en femte (blå) punkt {\displaystyle P}. Var på kartan ligger den? Vi drar (exempelvis, men lämpligtvis i det här fallet) linjerna {\displaystyle {\overline {AC}}} och {\displaystyle {\overline {BD}}} (röda) så att de skär varandra (tre av de kända punkterna får inte ligga på samma linje) i punkten {\displaystyle E}. Vi drar också linjer (blå) från {\displaystyle P} till den ena ändpukten på vardera av de röda linjerna, så att vi får två skärningspunkter {\displaystyle X} och {\displaystyle Y}. Vi väljer linjerna {\displaystyle {\overline {PC}}} och {\displaystyle {\overline {PB}}} eftersom skärningspunkterna finns i bilden. Vi mäter därefter ut de sju punkternas lägen (alla utom {\displaystyle P}, som inte behövs i de kommande beräkningarna!) i bilden och beräknar ett dubbelförhållande för vardera av de röda linjerna, exempelvis {\displaystyle (A,X;E,C)} och {\displaystyle (B,E;Y,D)}. Vi tar med våra uträknade dubbelförhållanden till kartan, beräknar var {\displaystyle X} och {\displaystyle Y} ligger och konstruerar (eller beräknar) linjerna {\displaystyle {\overline {CY}}} och {\displaystyle {\overline {BX}}}. I skärningspunkten mellan dessa båda linjer ligger vår okända punkt {\displaystyle P}.
En boll på fotbollsplanen?
Om det funnits en boll på fotot av Friends Arena ovan (figur 11) hade vi kunnat beräkna var den låg: Dra planens diagonaler (från hörnstolpe till hörnstolpe) på bilden (dessa skär varandra i mittpunkten vilket ger oss {\displaystyle E}, vilken mäts ut på de båda diagonalerna på bilden) och dra därefter linjer från bollen till hörnstolparna. Mät ut skärningspunkterna för dessa linjer med diagonalerna (i bilden), beräkna dubbelförhållanden och...